# Koei
Koei (jap. 株式会社コーエー, Kabushiki kaisha Kōē) war ein japanischer Entwickler von Videospielen. 2009 fusionierte es mit Tecmo zu Koei Tecmo. Seit 2011 wird Koei nur noch als Markenlabel genutzt. Bekannt wurde das Unternehmen für seine historischen Strategie- und Simulationsspiele, basierend auf dem Roman Die Geschichte der Drei Reiche und zur Sengoku-Periode in Japan. Die Firma erzielte außerdem mit einer Reihe von bedingt historischen Actionspielen wie Dynasty Warriors und Samurai Warriors kommerzielle Erfolge.

## Geschichte
Koei wurde im Juni 1978 von Yoichi Erikawa, auch bekannt unter seinem Pseudonym Kou Shibusawa, und seiner Frau Keiko gegründet. Der Sitz des Unternehmens ist seit damals Yokohama. Die Firma konzentrierte sich zu Beginn auf Personal Computer und Unternehmenssoftware. 1983 wurde Nobunaga’s Ambition veröffentlicht, ein Strategiespiel vor dem Hintergrund der Sengoku-Ära. Das Spiel erhielt mehrere Auszeichnungen und Koei veröffentlichte daraufhin mehrere andere historische Spiele, darunter Romance of the Three Kingdoms, das während der Zeit der drei Reiche spielt.
1988 wurde eine Filiale in Nordamerika gegründet, Koei Corporation, mit Sitz in Kalifornien. Das Tochterunternehmen entwickelte bis 1995 eigene Spiele, danach beschränkte man sich auf die Übersetzung der Spiele des Mutterunternehmens. 1996 wurde das interne Entwicklerteam Omega Force gegründet, das für Koei neue Genres abseits der etablierten Strategiespiele erschließen sollte. Omega Force entwickelte basierend auf Romance of the Tree Kingdoms mit Dynasty Warriors das Konzept eines von Rollenspielen inspirierten Hack and Slay, in dem man als Heldenfigur große Gegnermassen bekämpft. Das Konzept wurde erfolgreich auf zahlreiche weitere Marken übertragen und begründete ein eigenes Subgenre der sogenannten Musou-Spiele.
2001 wurde eine Filiale in Kanada, Koei Canada Inc und 2003 eine Filiale in Europa, Koei Limited, gegründet.
Im August 2008 wurde der Mitbewerber Tecmo (Ninja Gaiden, Dead or Alive) Ziel eines Übernahmeversuchs durch Square Enix. Das Unternehmen hatte zuvor im Streit über Bonuszahlungen seinen Stardesigner Tomonobu Itagaki verloren. In den Folgemonaten kam es zu starken Kursverlusten an der Börse und dem Rücktritt des bisherigen Firmenchefs Yoshimi Yasuda. Das Angebot von Square Enix wurde von Tecmo dennoch abgelehnt. Stattdessen nahm man im September 2008 Übernahmegespräche mit Koei auf. Im November 2008 wurde den Aktionären der Zusammenschluss der beiden Unternehmen empfohlen. Die Fusion wurde am 1. April 2009 vollzogen, wodurch Koei zu einer Tochter der neuen Koei Tecmo Holdings (zunächst: Tecmo Koei Holdings) wurde. Effektiv gingen 3/4 der neuen Holding an die bisherigen Koei-Anteilseigner. Koei-Geschäftsführer Kenji Matsubara wurde Geschäftsführer der neuen Holding.
2011 wurde Koei als eigenständige Unternehmenseinheit aufgelöst und wird seither nur noch als Markenlabel genutzt.

## Computer- und Videospiele
Koei veröffentlichte eine große Anzahl an Spielen und baute mehrere Spielreihen auf.

### Videospiel-Franchises
- Kessen – etabliert auf der PlayStation 2 2000
- Dynasty Warriors – etabliert auf der PlayStation 1997
- Samurai Warriors – etabliert auf der PlayStation 2 2004
- Romance of the Three Kingdoms – etabliert auf dem Amiga 1985
- Nobunaga’s Ambition – etabliert auf dem MSX 1983
- Naval Ops: Warship Gunner – etabliert auf der PlayStation 2 2003
- Uncharted Waters – etabliert auf dem MSX 1991
- G1 Jockey – etabliert auf der PlayStation